# 長期負債
長期負債（ちょうきふさい、Long-term liabilities）とは、会計における負債のうち、以下のものをいう。
- 通常の営業活動以外で発生する債務のうち、返済期日が貸借対照表日の翌日から起算して1年以内に到来しないもの（一年基準）
- 通常1年を超えて使用される長期負債性引当金。退職給付引当金など。

## 参考
- 企業会計原則 第三 貸借対照表原則 四 貸借対照表科目の分類 (一)資産 B 固定資産の分類及び内容